# Leigh Anne Tuohy
Leigh Anne Roberts Tuohy (9 de agosto de 1960) es una decoradora de interiores estadounidense que se graduó en la Universidad de Misisipi en la década de los 1980. Conocida en Estados Unidos por ser retratada en la novela de 2006 de Michael Lewis The Blind Side: The Evolution of a Game y en la película The Blind Side (2009) en la que fue interpretada por Sandra Bullock, quién ganó el Óscar a la mejor actriz por su interpretación de Tuohy.

## Vida personal
Leigh Anne Touhy conoció a su marido, Sean Tuohy, durante sus estudios en la Universidad de Misisipi. Se casaron a mitad de la década de los 1980, estando felizmente casados hasta la actualidad. Es madre de 3 hijos, dos biológicos y uno adoptado. Los dos hijos biológicos se llaman Collins y Sean, Jr. Asimismo el hijo adoptado es Michael Oher, apodado en la familia y posteriormente en su carrera como "Big Mike", jugador de los Carolina Panthers, siendo una figura importante del fútbol americano y ganador del Super Bowl XLVII.
Leigh Anne y Sean Tuohy son propietarios de más de 85  franquicias de comida rápida, entre las que cabe destacar establecimientos de Taco Bell, Kentucky Fried Chicken, Pizza Hut y Long John Silver's.